# Јован Зограф
Јован Зограф, српски је сликар, иконописац и монах (потоњи митрополит) који је живео је и радио у 14. и почетком 15. века у тадашњој средњовековној Србији, данашњој Северној Македонији. 

## Биографија
Јован је познат и по свом крштеном имену, Прибила. Његов отац, зидар по имену Хајко, замонашио се и узео име Харитон у манастиру Зрзе, недалеко од Прилепа. Као и њихов отац, Прибила и његов брат Пријезда су се замонашили у истом манастиру. Прибила је узео име Јован, а Пријезда име Макарије, касније познат као Макарије Зограф.
Монах Јован је уздигнут у чин митрополита Српске православне цркве. И као митрополит, Јован је наставио да слика фреске и иконе, и тада је настало његово најпознатије дело, „Исус Христос, спаситељ и животодавац“. Ова слика је насликана 1383. у Зрзу, за време владавине Марка Мрњавчевића (1371-1395).
Митрополит Јован Зограф је живео у време Лазара Хребљановића и Стефана Лазаревића. Јован је имао два помоћника, монахе-сликаре Григорија и Алексија. Потоњи, Алексије, потписао је крајем 14. века своје дело у цркви Богородице у селу Глобоко, близу Преспанског језера, као „Алексије, ученик Јована Зографа“.